# Alysia picta
Alysia picta är en stekelart som beskrevs av Goureau 1851. Alysia picta ingår i släktet Alysia och familjen bracksteklar. Inga underarter finns listade i Catalogue of Life.